# Inglés de Singapur
El inglés de Singapur ( SgE, SE, en-SG ) es el conjunto de variedades del idioma inglés nativo en Singapur. En Singapur, el inglés se habla en dos formas principales: el inglés estándar singapurense, que es gramaticalmente indistinguible del inglés británico, y el inglés coloquial singapurense, más conocido como singlish.  
Singapur es una sociedad cosmopolita.  Por ejemplo, en 2015, entre los singapurenses de ascendencia china, más de un tercio hablaba inglés como idioma principal en casa, mientras que casi la mitad hablaba mandarín y el resto hablaba diversas variedades de chino, como el hokkien.  La mayoría de los singapurenses de ascendencia india hablan inglés o un idioma del sur de Asia. Muchos singapurenses malayos utilizan el malayo como lengua franca entre los grupos étnicos del mundo malayo, mientras que los euroasiáticos y los singapurenses mestizos suelen ser monolingües en inglés.
El inglés es el medio de comunicación entre los estudiantes desde el preescolar hasta la universidad en Singapur. Muchas familias son habitualmente plurilingües, y el inglés suele ser uno de ellos. El nivel de fluidez en inglés entre los residentes de Singapur también varía mucho de persona a persona, dependiendo de su formación académica, pero el inglés en general se entiende, se habla y se escribe como el idioma principal en todo el país.